# Kralj Queensa
Kralj Queensa je američka TV serija koja se emitirala na CBS-u od 21. rujna 1998. do 14. svibnja 2007. Serija sadrži 207 epizoda unutar 9 sezona. U Hrvatskoj se trenutno prikazuje na RTL Kockici.

## Radnja
Doug (Kevin James) i Carrie Heffernan (Leah Remini) žive u četvrti Queens u New Yorku. U prvoj epizodi serije saznajemo da se Carriein otac Arthur Spooner (Jerry Stiller) uselio u kuću nakon što je zapalio svoju.
Scene u seriji uglavnom se događaju u kući obitelji Heffernan, dok su neke scene smještene na radnom mjestu Douga i Carrie, u restoranu "Cooper's" ili kod prijatelja.

## Glavni likovi
- Doug Heffernan (Kevin James) je glavni lik serije. Radi kao dostavljač za izmišljenu tvrtku IPS zajedno s prijateljem Deaconom. Lijen je i pohlepan, no učinio bi sve kako bi ga ljudi voljeli. Njegov najdraži film (po njemu i najbolji) je Risky Business. Navija za Jetse, Metse, Knickse i Islanderse. Voli svoju ženu Carrie. Čak ju je zaprosio tijekom utakmice Jetsa.
- Carrie Heffernan (Leah Remini) je Dougova supruga. Često se dobro odjeva. Nikada nije završila fakultet.
- Arthur Spooner (Jerry Stiller) je Carriein otac. Vrlo je sarkastičan. Zna biti sebičan samac koji misli da je svijet njegov vlasnik. Vrlo je dobar u ping-pongu.
- Deacon Palmer (Victor Williams) je Dougov najbolji prijatelj. On i njegova žena Kelly imaju 2 sina (Major i Kirby). Često se viđa s Dougom. U jednoj epizodi spominje da je služio u Nacionalnoj gardi.
- Spencer Olchin (Patton Oswalt) je Dougov prijatelj. Upoznali su se još u vrtiću kada mu je Doug bio jedini prijatelj. Odgovoran je i brižan. Ima albanske korijene. Živi s majkom.

## Vanjske poveznice
- Kralj Queensa na RTL-u  Arhivirana inačica izvorne stranice od 10. svibnja 2021. (Wayback Machine)
- Kralj Queensa na MojTV